# Pod Dubem
Pod Dubem je místní část města Dašice v okrese Pardubice. Nachází se na lesní mýtině o rozloze 10 ha, 6 km východně od centra Pardubic a asi 4,5 km na západ od Dašic u silnice II/322. Pod Dubem leží v katastrálním území Zminný o výměře 3,9 km2.

## Historie
Osadu založil podnikatel Zdenek Dvořák  v letech 2003–2004. Stavební povolení na prvních 12 rodinných dvojdomků bylo vydáno v listopadu 2003. Stavební povolení na první samostatně stojící rodinný dům bylo vydáno v březnu 2004.
K 1. lednu 2011 zde bylo evidováno 89 obyvatel a 43 adres, k 1. lednu 2019 zde žilo na 51 adresách 147 obyvatel.[zdroj⁠?!]K 13. dubnu 2020 je zde postaveno 50 domů.

## Vybavení místní části
Obyvatelé si založili osadní výbor. Byla zde vybudována zastávka MHD (linky č. 28 Dopravního podniku města Pardubic) a linkových autobusů (linka 650609 společnosti Arriva Východní Čechy, linka 650653 společnosti AP Tour – dopravní)..

## Fotogalerie

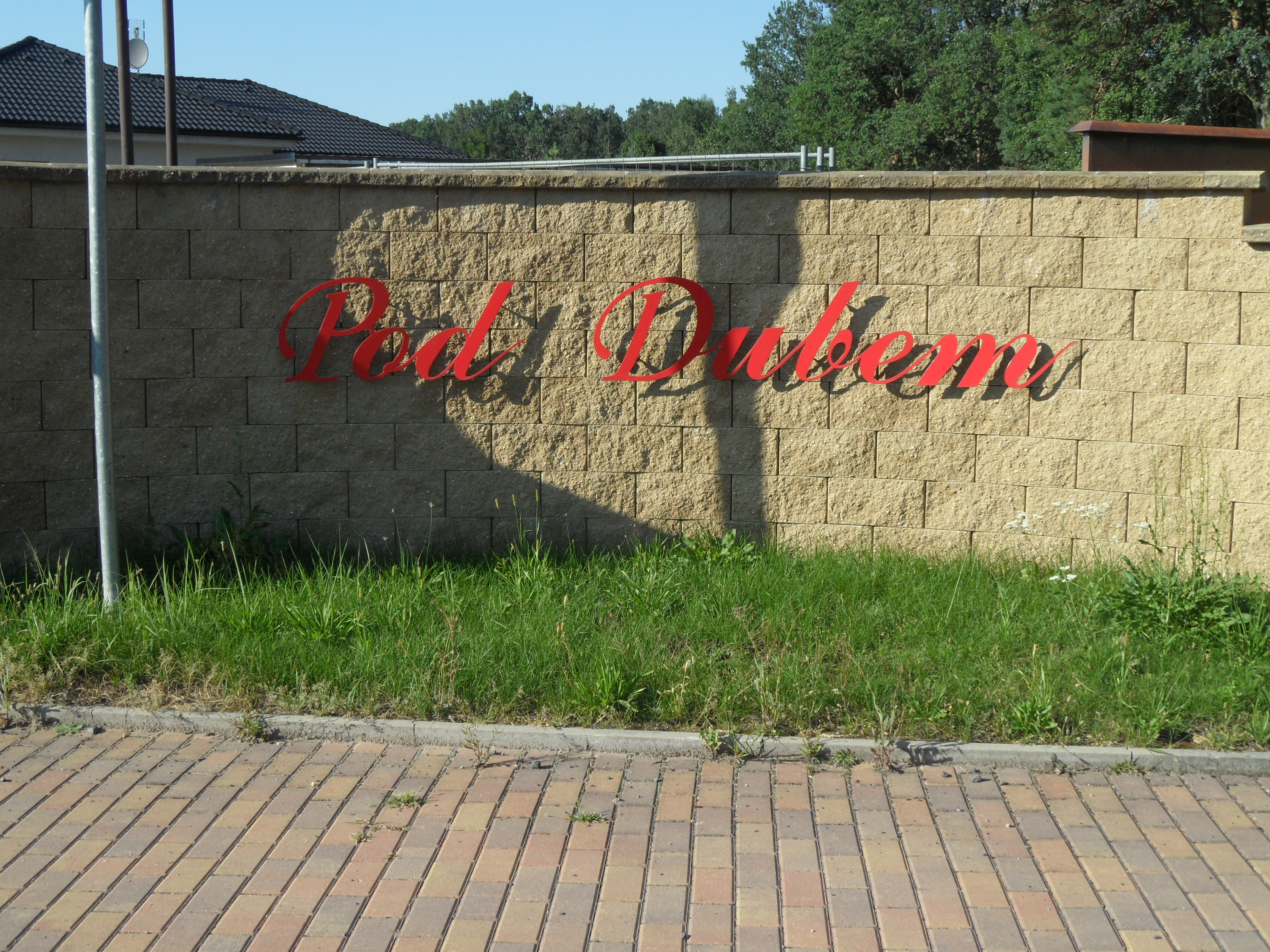
Označení osady
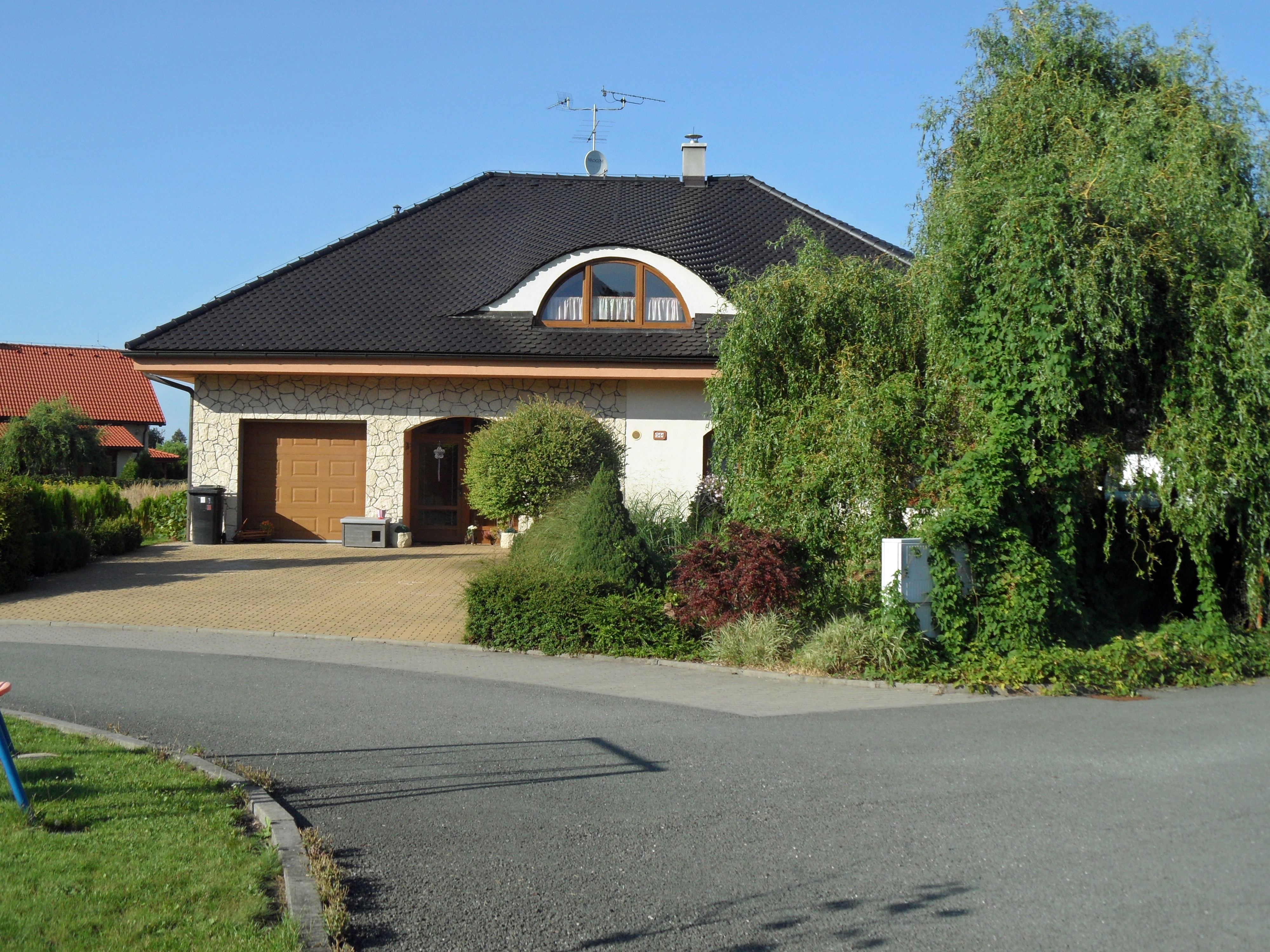
Rodinný dům
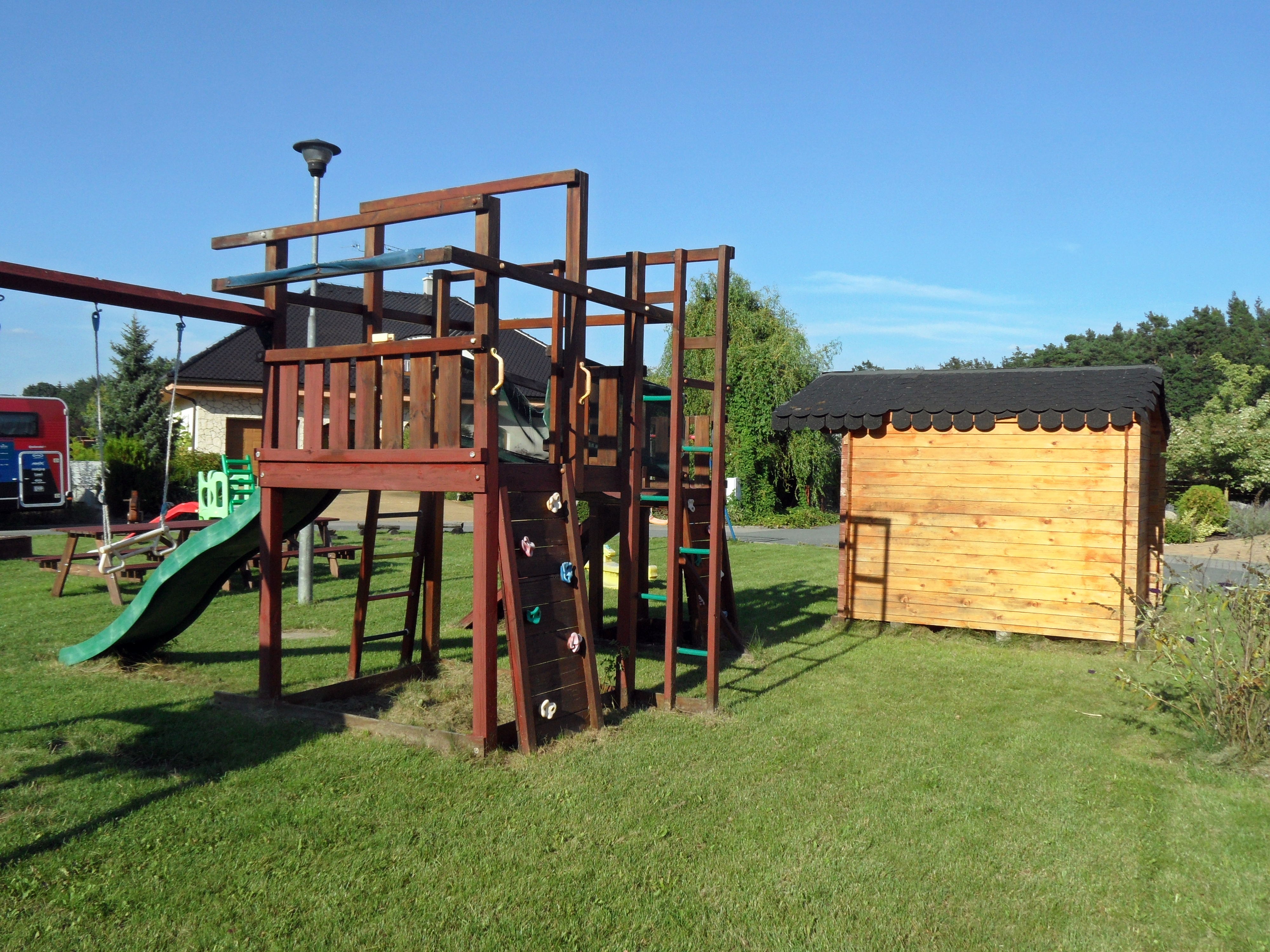
Dětské hřiště
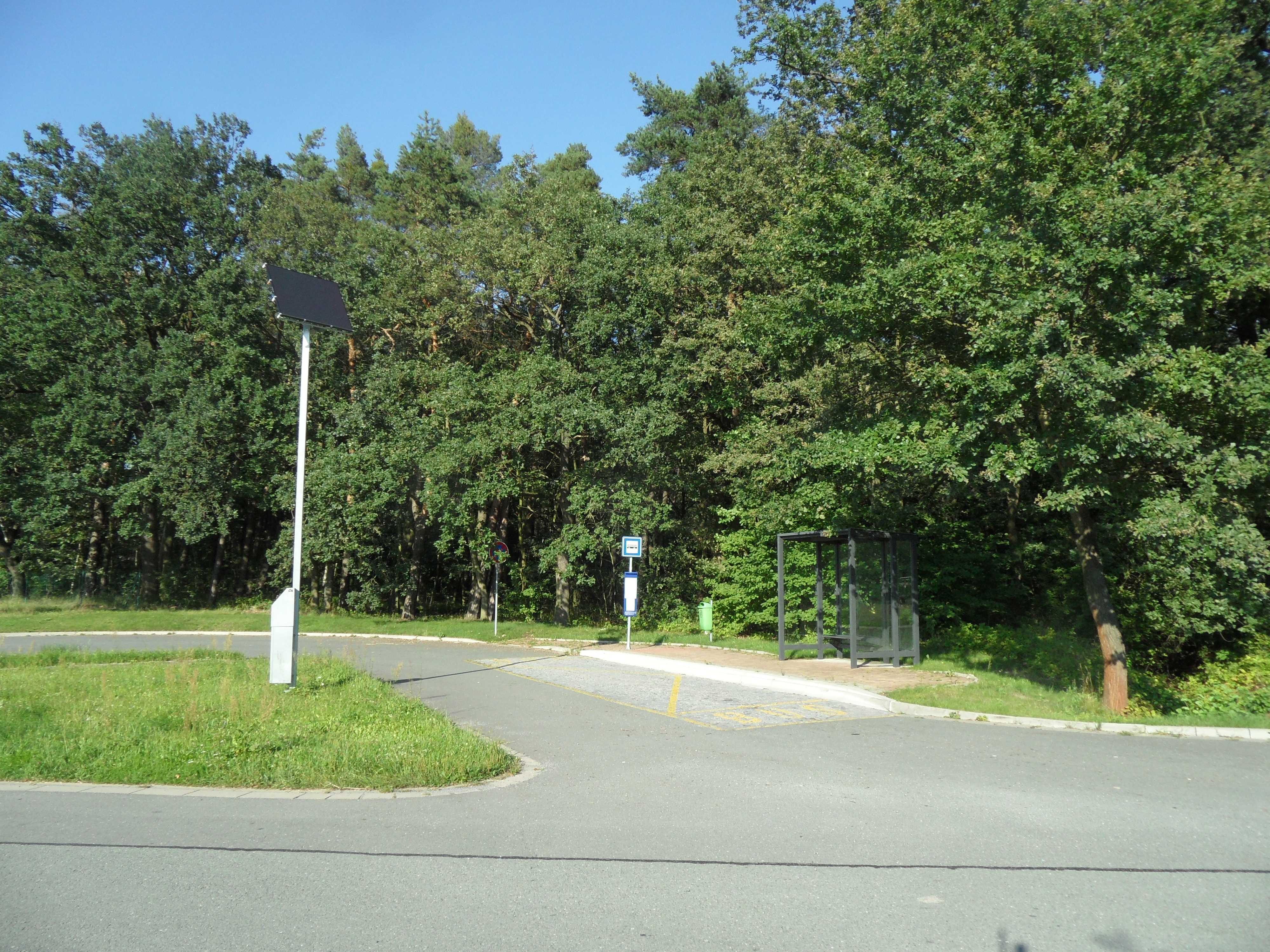
Autobusová zastávka
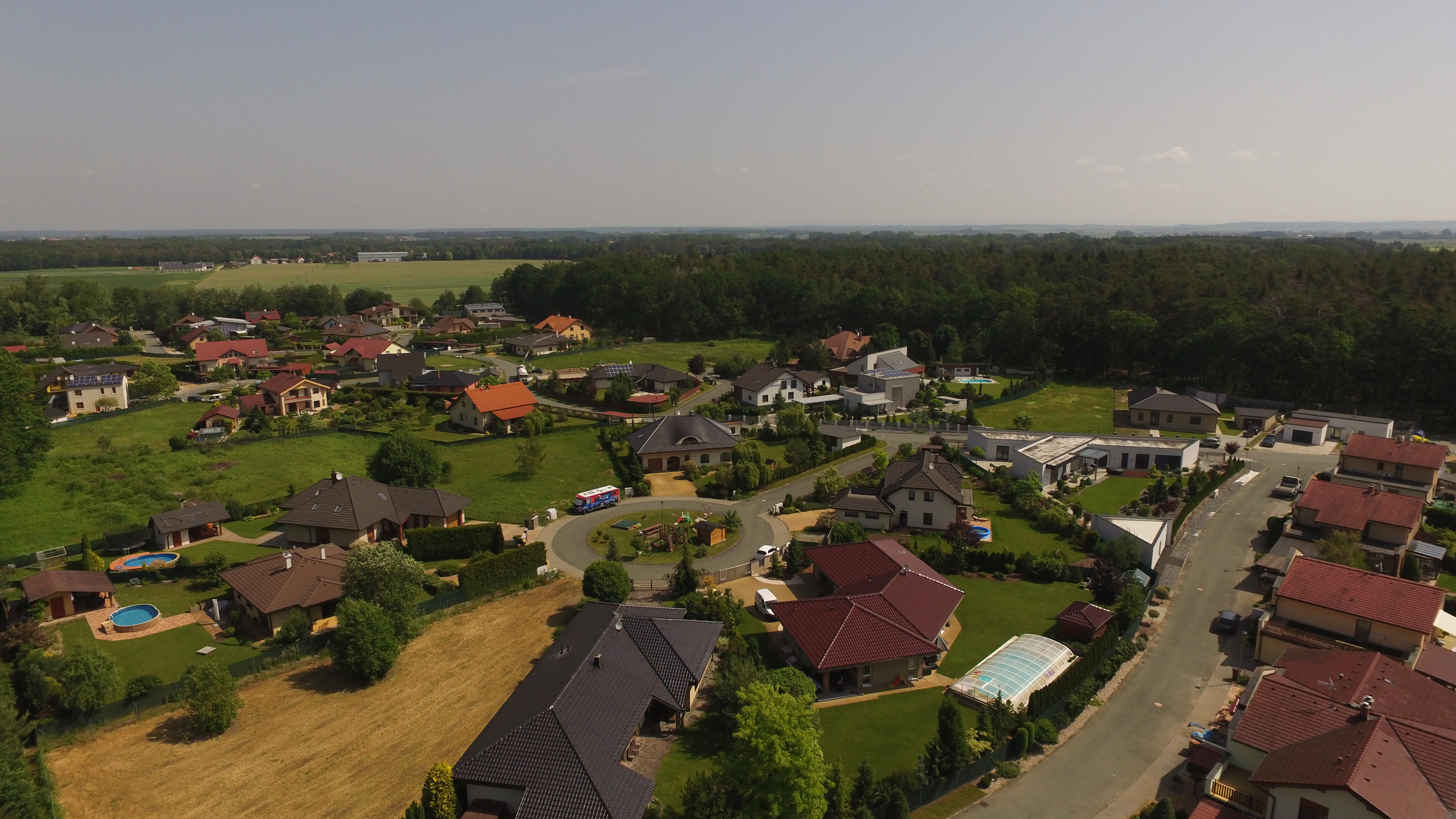
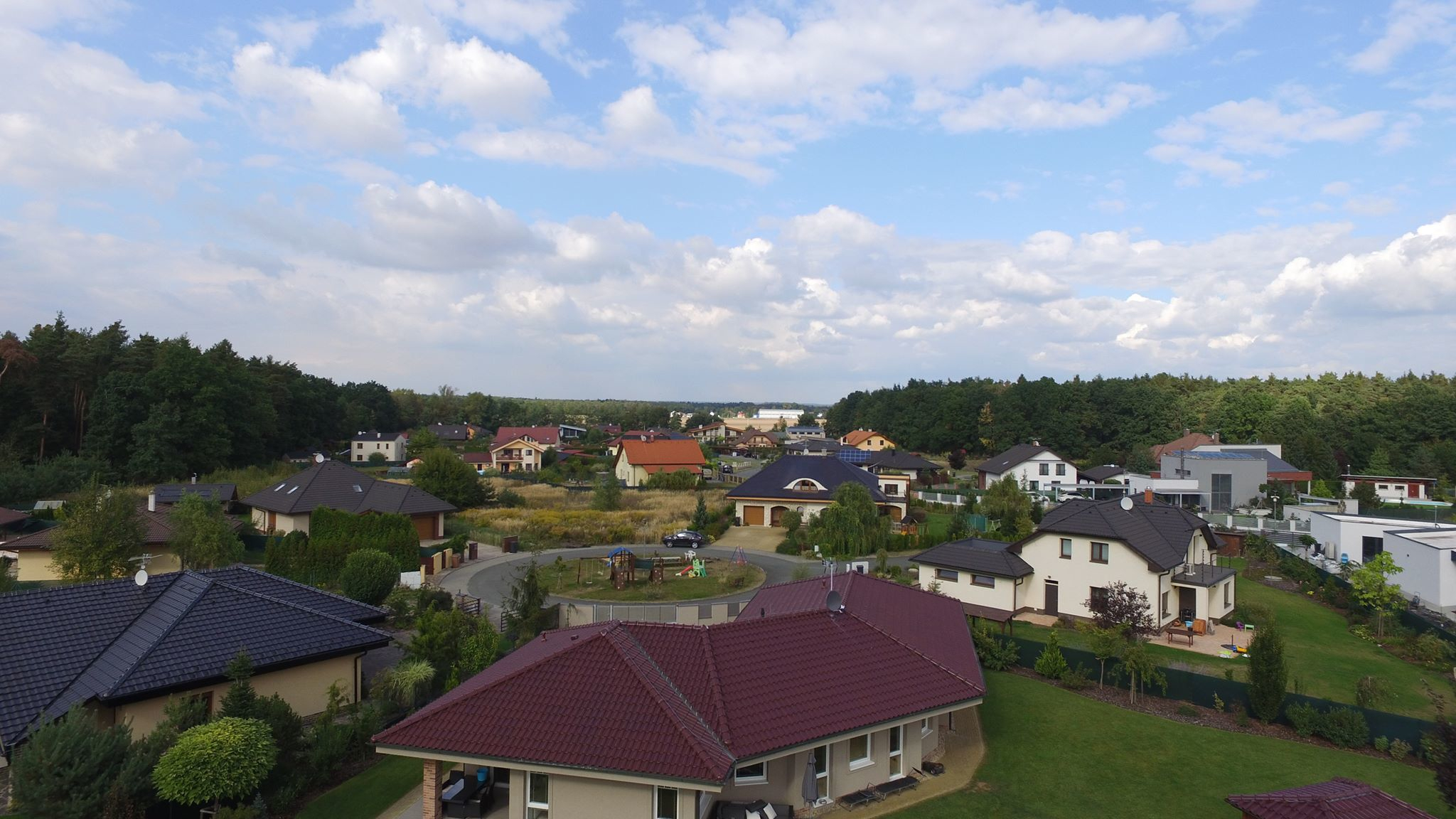